# Exostoma labiatum
Exostoma labiatum är en fiskart som först beskrevs av Mcclelland 1842.  Exostoma labiatum ingår i släktet Exostoma och familjen Sisoridae. IUCN kategoriserar arten globalt som livskraftig. Inga underarter finns listade i Catalogue of Life.